# بلدة المهرجين (فلم 2016)
بلدة المهرجين (بالإنجليزية: ClownTown) هو فيلم رعب تم إنتاجه في الولايات المتحدة وصدر سنة 2016 من إخراج توم نايجل.

## القصة
تدور أحداث الفيلم حول مجموعة من الأصدقاء تقطعت بهم السًبُل في بلدة صغيرة مهجورة ليجدوا أنفسهم مُطاردين بواسطة عُصبة من المرضي النفسيين والذين يرتدوا أزياء وحُلى المهرجين.

## روابط خارجية
مقالات تستعمل روابط فنية بلا صلة مع ويكي بيانات